# Scadoxus pole-evansii
Scadoxus pole-evansii là một loài thực vật có hoa trong họ Amaryllidaceae. Loài này được (Oberm.) Friis & Nordal miêu tả khoa học đầu tiên năm 1976.